# Kristen Bernikows Gade
Kristen Bernikows Gade er en gade i Indre By i København. Gaden ligger i Middelalderbyen og er opkaldt efter diplomaten Christian Barnekow.
Gaden, der danner fortsættelsen af Gammel Mønt frem til Østergade, var oprindelig en byens rende, en spildevandsledning med udløb i havnen. Det bestemtes i 1547, "at staden skulle have frit stræde der igennem". Hvor strædet mundede ud i Østergade, lå på den østre grund en anselig gård, som 1607 ejedes af Christian Barnekow. Formentlig var Barnekow også bygherre for 27 våninger, som i juni 1636 stod på matriklen.
I 1897 indledte spekulanterne J. Fisker og A. Volmer en sanering af Kristen Bernikows Gade som led i fornyelsen af København, og arkitekterne Henrik Hagemann og Alfred Møller fremkom med en ikke anvendt løsning til gadens bebyggelse. Alfred Møller fik dog til opgave at tegne to ejendomme til den ny gade.
I årene efter 1900 blev gaden udvidet i bredden og en række store forretningsejendomme opført. Thorvald Bindesbøll deltog i 1900 i en konkurrence om gadens fornyelse, men vandt ikke. Vindere var Christian Arntzen og Erik Schiødte, som sammen tegnede Cityhus i gadens nr. 2 og Østergade 26 (1901). Barnekowhus i nr. 4 er opført i 1901 af Erik Schiødte alene, mens Alfred Møller stod for gadens nr. 8 (1900) med konsolbåren karnap i midten og imposante vinduespartier. I gadens nr. 8 ligger også tilbygningen BT-huset fra 1993-94 tegnet af Henning Larsen og præmieret af Københavns Kommune.
I gadens nr. 1 (Østergade 32 / Antonigade 4), karréen mellem de tre gader, lå fra 1884 til 1971 stormagasinet Crome & Goldschmidt. Den røde bygning i nygotisk stil kaldes Volmerhus og er opført 1902 efter tegninger af Rogert Møller. Efter stormagasinets ophør lå blev Cityarkaden indrettet i bygningen i 1974, men arkaden måtte lukke i 2004. I dag ligger Canadas ambassade i bygningen.
Antoniehus, gadens nr. 9-13 er opført 1900 i en slags venetiansk inspireret nygotik, også efter tegning af Alfred Møller.